# Tarski-Grothendieck-Mengenlehre
Die Tarski-Grothendieck-Mengenlehre (TG) ist ein Axiomensystem zur mengentheoretischen Grundlegung der Mathematik. Sie besteht aus der Erweiterung der Zermelo-Fraenkel-Mengenlehre mit Auswahlaxiom, welche die verbreitetsten Grundlagen darstellen, um das Axiom, dass jede Menge Element eines Grothendieck-Universums ist, das sogenannte Axiom der unerreichbaren Mengen (im Französischen axiom des univers, im Englischen axiom of universes). Ebenso wie die Zermelo-Fraenkel-Mengenlehre basiert sie auf der Prädikatenlogik erster Stufe. Neben ihrer Bedeutung als Untersuchungsgegenstand der Mengenlehre findet sie als Grundlagen heute in Teilen der Mathematik, etwa der Kategorientheorie und der algebraischen Geometrie, weite Verwendung. Sie ist nach Alfred Tarski und Alexander Grothendieck benannt. 

## Geschichte
1938 führte Tarski das Axiom der unerreichbaren Mengen ein und untersuchte den Zusammenhang mit stark unerreichbaren Kardinalzahlen. In den Notizen des vierten Teils des auf die algebraische Geometrie einflussreichen, von Grothendieck angestoßenen Séminaire de géométrie algébrique du Bois Marie von 1963–1964 wurden das axiom des univers im Namen des Kollektivs Nicolas Bourbaki und seine Anwendbarkeit auf Kategorientheorie und algebraische Geometrie vorgestellt. Die Mizar Mathematical Library verwendet die Tarski-Grothendieck-Mengenlehre als Axiomensystem.

## Axiom der unerreichbaren Mengen
Das Axiom der unerreichbaren Mengen lässt sich auf eine der folgenden im Rahmen von ZFC äquivalenten Möglichkeiten formulieren:
- Für jede Menge {\displaystyle x} existiert ein Grothendieck-Universum {\displaystyle U}, sodass {\displaystyle x\in U}.
- Es existieren beliebig große stark unerreichbare Kardinalzahlen (das heißt für jede Ordinalzahl existiert eine mindestens ebenso große stark unerreichbare Kardinalzahl, die stark unerreichbaren Kardinalzahlen liegen konfinal in der Klasse der Ordinalzahlen, axiom of inaccessibles[3])

## Axiomatisierung ohne Rückgriff auf ZFC
Bei einer direkten Definition der Tarski-Grothendieck-Mengenlehre ohne Rückgriff auf ZFC ist es möglich, einige Axiome einzusparen, eine Axiomatisierung ist etwa wie folgt möglich, wobei Prädikatenlogik erster Stufe mit Gleichheit benutzt werde:
- Extensionalitätsaxiom: Wenn zwei Mengen die gleichen Elemente enthalten, sind sie gleich.

{\displaystyle \forall X\forall Y(\forall x\ (x\in X\leftrightarrow x\in Y)\rightarrow X=Y)}
- Fundierungsaxiom: Eine Menge, die ein Element enthält, enthält eine zu ihr disjunkte Menge.

{\displaystyle \forall X(\exists z\ z\in X\rightarrow \exists Y(Y\in X\wedge \nexists x(x\in X\wedge x\in Y)))}
- Ersetzungsaxiom: Für jedes zweistellige Prädikat {\displaystyle \varphi (x,y)}, welches rechtseindeutig ist, und für jede Menge, kann man eine weitere Menge konstruieren, die die Elemente enthält, für die in der Menge ein Element ist, für das das Prädikat mit ihnen wahr ist. Es handelt sich um ein Axiomenschema, das heißt für jedes zweistellige Prädikat {\displaystyle \varphi (x,y)} ist das folgende Axiom in der Tarski-Grothendieck-Mengenlehre enthalten:

{\displaystyle \forall x,y,z(\varphi (x,y)\wedge \varphi (x,z)\rightarrow y=z)\to \forall X\exists Y\forall y(y\in Y\leftrightarrow \exists x(x\in X\wedge \varphi (x,y)))}
- Axiom der unerreichbaren Mengen: Für jede Menge existiert eine andere Menge, in der die erste Menge enthalten ist, die eine transitive Menge ist, in der die Potenzmenge jedes ihrer Elemente enthalten ist, und in welcher jede nicht-gleichmächtige Teilmenge enthalten ist.

{\displaystyle \forall z\exists y\forall x\forall x'(z\in y\wedge ((x\in y\wedge x'\subseteq x)\to x'\in y)\wedge (x\in y\to {\mathcal {P}}(x)\in y)\wedge (x\subseteq y\to (x\in y\vee x\approx y)))}
Dabei ist {\displaystyle x\approx y} eine Kurzschreibweise für die Gleichmächtigkeit von {\displaystyle x} und {\displaystyle y} und {\displaystyle {\mathcal {P}}(x)\in y} eine Kurzschreibweise dafür, dass eine Menge {\displaystyle P(x)} Element von {\displaystyle y} ist, die genau die Teilmengen von {\displaystyle x} als Elemente enthält.
Das Ersetzungsaxiom beinhaltet das Aussonderungsaxiom. Paarmengenaxiom, Vereinigungsaxiom und Potenzmengenaxiom ergeben sich daraus, dass durch das Axiom der unerreichbaren Mengen jede Menge Element einer Stufe ist (siehe auch Scottsches Axiomensystem). Das Auswahlaxiom ergibt sich daraus, dass jede Menge Element einer Menge ist, die jede ihrer nicht-gleichmächtigen Teilmengen enthält.